# Ранино (Тамбовская область)
Ра́нино — село в Мичуринском районе Тамбовской области России. 
Входит в Жидиловский сельсовет

## География
Расположено в 17 км к северо-западу от районного центра Мичуринска и в 85 км к западу от Тамбова. 
Рельеф преимущественно равнинный. Перепад высот над уровнем моря — от 145 м при въезде в село до 127 м на спуске в пойму реки Иловай.
К западу от села протекает река Иловай, которая является излюбленным местом отдыха как жителей села, так и Мичуринска. По селу также протекает ручей 
Измар (возможно татарское происхождение названия). С окраины села открывается живописная панорама лесного массива. Издавна славится своими лесными промыслами — в окрестных лесах растёт множество видов грибов и ягод.
Ближайшие населённые пункты: село Жидиловка, посёлок Ранинского лесозавода, посёлок Иловайского лесничества, посёлок Ранинского лесничества, село Терновое.

## Население
| 1989 | 2002 | 2010 |
| ---- | ---- | ---- |
| 790  | ↘606 | ↘600 |

## История
Основано в начале XVII века переселенцами из Ряжска.
Село основано в 1636-37 гг., когда Козловские воеводы Иван Биркин и Михаил Спешнев отвели усадьбы, земли, сенокосные угодья группе переселенцев – боярским детям Кузьме и Филимону Смагиным, Леонтию Объедкову, Максиму Згибину, Ивану Пенкину и другим первым жителям села.
Из строельной книги Козловского уезда 1635-37 гг.: «В том же Олешенском стану деревня Ранина на речке на Измарке, а в ней за помещики за Козловцы детьми боярскими: за Констентином Кузьминым сыном Смагина, а на его жеребей усады по обе стороны речки Измарка вдоль 70 сажень, а поперег 20 сажень, дикого поля на пашню 30 чети с четвериком; да за ним же в Турмасовском стану жеребей в пустоши на речке на Вешневой, а на его жеребей усады вдоль 70 сажень, а поперег 20 сажень, дикого поля на пашню 30 чети без четверика, и обоего за ним поместья в Олешенском и в Турмасовском станах 60 чети в поле, а в дву потомуж, сена меж поль и по заполью в деревне Ранине и на речке на Вешневой 120 копен, лесу усадного к обеим усадам по 100 сажень, а пашня ему пахать и сено косить в Ранине и на Вешневой с помещики через десятину и всякими угодьи владеть по своей даче, а в большой в Воронежской и в Хобоцкой лес въезжати ему с городцкими и с уездными людьми вопче». 
В росписи церквям 1657 года указано село Ранино. А в нем церковь Архангела Михаила. У той церкви поп Василий Яковлев постригся, а детей у него осталось три сына: Янка да Федотка да Климко, которые сказали, что у них детей и крестьян и бобылей нет.  
По окладным книгам 1676 года в селе Ранине значится церковь «Архангела Божия Михаила». У той церкви двор дьячка Ларки, двор дьячка Якушки, а попа у той церкви нет. У той церкви земли 20 чети в поле, а в дву потомуж, сенных покосов на 40 копен. Земля и луга великого государя жалованья, а иных никаких угодий - дьячек Ларка сказал нет, в приходе к той церкви: 26 дворов детей боярских, 8 дворов половинщиков детей боярских, 6 дворов рейтаров, 6 дворов солдатов, 5 дворов бобыльских, и всего 52 двора. 
Выдержка из книги «Историко-статистическое описание Тамбовской епархии» 1911 г.:

Ранино. Церковь каменная, теплая, построена въ 1860 году на средства прихожанъ. Престолъ одинъ — Вознесенія Господня. Имѣется мѣстно-чтимая икона Божіей Матери «Достойно есть».
Дворовъ 356, д. м. п. 1485, ж. п. 1473, великороссы, земледѣльцы, имѣютъ земли 8 саж. на душу.
Въ приходѣ хутор купца Калабина въ шести вер. отъ храма. Рѣка Иловай. Есть прудъ и лѣсъ.
Школы: церковно-приходская и земская, законоучителю въ послѣдней 75 р. въ годъ. Есть церковно-приходское попечительство. Имѣются опись имущества и метрическія книги съ 1810 г.
Приходъ отъ ст. «Козловъ» въ 20 вер., въ томъ же разстояніи и больница, волости (Жидиловской) въ 5 вер., благочиннаго въ 18 вер. и г. Тамбова въ 70 вер.

О селе Ранино упоминается в писцовой книге князя Д. Несвитского: «Село Ранино, на речке на Олешне и на речке на Измаровке». Жили в нем дети боярские (15 семей) .
В конце XIX начале XX века селом Ранино и его окрестностями владели помещики Калабины и Тусновы. Калабины владели лесом, мельницей на реке Иловай, Тусновы владели пахотной землей. До революции в селе Ранино насчитывалось около 1000 домов. А перед Великой Отечественной войной в селе насчитывалось 700 дворов и проживало около 5 тысяч человек.
В советское время на территории села располагалась молочно-товарная ферма совхоза «Зелёный Гай», овцеводческая ферма существовала до недавнего времени.
На полях близ Ранино выращивались бахчевые культуры (арбузы), овощные культуры (помидоры и огурцы). В настоящее время часть полей не возделывается.
Посёлок Мичуринского лесозавода ранее был соединён узкоколейной железной дорогой со станцией Хоботово ЮВЖД.
Ранее существовала церковь, разрушена во времена советских гонений. В настоящее время идет строительство храма Вознесения Господня на ул. Школьной .

## Инфраструктура
Средняя школа, почта, клуб. Близ села находится детский оздоровительный лагерь «Иловайский».

## Транспорт
Село соединено с районным центром автодорогой с асфальтовым покрытием, осуществляется ежедневное автобусное сообщение. Количество автобусных рейсов колеблется в зависимости от времени года и пассажиропотока, в среднем ежедневно проходит 5—6 рейсов.

## Сельское хозяйство
Производство сельскохозяйственной продукции в личных подсобных хозяйствах для личных нужд и для реализации. Осуществляется выращивание зерновых культур, подсолнечника на полях, принадлежащих СХПК «Зелёный Гай».

## Туризм
Недалеко от села находятся руины некогда процветающего мукомольного производства "Калабина мельница". Именно здесь в далеком 1877 году трое братьев – елецких купцов Николай, Алексей и Александр Калабины – возобновили мукомольное производство на старинной мельнице, основанной еще в конце XVIII века на дачах Жидиловской волости. Уже к 1890 году мельница была оснащена паровым 45-сильным двигателем, а на производстве трудилось 9 рабочих. Пори этом ежегодно предприятие производило продукцию на сумму 3,5 тысячи рублей. ГАТО. Ф. 46. Оп. 1., д. 671, л. 148  
В 60-е годы XX века усадьбу переводят на баланс Всесоюзного НИИ садоводства (ВНИИС) имени И. В. Мичурина. Здесь по инициативе руководства института организуют турбазу для своих сотрудников. 